# Episodi di Boston Legal (quinta stagione)
Negli Stati Uniti la quinta e ultima stagione della serie televisiva Boston Legal è stata trasmessa dal 22 settembre all'8 dicembre 2008. Questa è l'ultima stagione della serie.
In Italia, la quinta stagione viene trasmessa in prima visione assoluta dal 15 novembre al 27 dicembre 2009, ogni domenica alle ore 21.00, su Mya, canale pay della piattaforma Mediaset Premium.
| nº | Titolo originale          | Titolo italiano            | Prima TV USA      | Prima TV Italia  |
| -- | ------------------------- | -------------------------- | ----------------- | ---------------- |
| 1  | Smoke Signals             | Segnali di fumo            | 22 settembre 2008 | 15 novembre 2009 |
| 2  | Guardians And Gamekeepers | 17 anni                    | 29 settembre 2008 | 22 novembre 2009 |
| 3  | Dances With Wolves        | Istinto animale            | 6 ottobre 2008    | 22 novembre 2009 |
| 4  | True Love                 | Si fa presto a dire amore  | 13 ottobre 2008   | 29 novembre 2009 |
| 5  | The Bad Seed              | Una scommessa pericolosa   | 20 ottobre 2008   | 29 novembre 2009 |
| 6  | Happy Trails              | La vacanza di una vita     | 27 ottobre 2008   | 6 dicembre 2009  |
| 7  | Mad Cows                  | Mucche pazze               | 3 novembre 2008   | 6 dicembre 2009  |
| 8  | Roe                       | Libera scelta              | 10 novembre 2008  | 13 dicembre 2009 |
| 9  | Kill Baby, Kill           | Vite sprecate              | 17 novembre 2008  | 13 dicembre 2009 |
| 10 | Thanksgiving              | Festa del Ringraziamento   | 24 novembre 2008  | 20 dicembre 2009 |
| 11 | Juiced                    | La traccia della vita      | 1º dicembre 2008  | 20 dicembre 2009 |
| 12 | Made In China             | Made in China              | 8 dicembre 2008   | 27 dicembre 2009 |
| 13 | Last Call                 | Finché morte non ci separi | 8 dicembre 2008   | 27 dicembre 2009 |